# Collegium Musicum (Bergen op Zoom)
Het Collegium Musicum van Bergen op Zoom was een particulier muziekgezelschap dat actief was in de tweede helft van de 18e eeuw. 
Het gezelschap organiseerde concerten, balletten, toneelvoorstellingen en soms ook goochelvoorstellingen. Het fungeerde niet alleen als muziekensemble, maar ook als sociaal-culturele vereniging, aangeduid als een soort Sociëteit. Deze verenigingsvorm was typerend voor de tijd en sloot aan bij bredere ontwikkelingen in het genootschapsleven in de achttiende eeuw. Uit archiefstukken blijkt dat het Collegium een breed repertoire verzorgde: opera-fragmenten, zangspelen, dansen, redoutes, orgelconcerten en andere vormen van vermaak. Het seizoen liep meestal van november tot mei. In het jaar 1771 vonden vijftien bijeenkomsten plaats, waaronder concerten van de stadsorganist, balletten, en optredens van gastmuzikanten en dansmeesters.
Het gezelschap was los van gemeentelijke instellingen georganiseerd en wordt nergens in de stedelijke archieven vermeld. Het moet daarom worden beschouwd als een particulier initiatief van cultureel betrokken burgers. 
Het Collegium Musicum vormde een uitdrukking van de culturele en muzikale ontplooiing van de hogere burgerij in een periode van toenemende maatschappelijke vrijzinnigheid en afnemende orthodoxie. Het was een vroege manifestatie van burgerlijke muziekcultuur buiten de grote steden. Het weerspiegelt een overgangsperiode waarin kunst en cultuur niet langer uitsluitend tot het kerkelijke of hofleven behoorden, maar ook een platform vonden binnen de stadssociëteiten van de opkomende burgerij.

## Geschiedenis
Het Collegium Musicum werd in of kort vóór 1759 opgericht en bleef actief tot in de Franse Tijd. 
Wekelijks werden muziekcolleges gehouden in de camer off saal boven de Vleeshalle (kamer of zaal boven de Vleeshal), een ruimte die door het Collegium werd ingericht met een orgel of klavecimbel, stoelen, tafels, kandelaars en verdere benodigdheden. Deze zaal bevond zich in een pand dat in eigendom was van het Markiezaat. De camer off saal boven de Vleeshalle werd in dezelfde periode ook gebruikt door de vrijmetselaarsloge L’Inseparable, de eerste (bekende) loge van Bergen op Zoom. Er was een duidelijke overlap in lidmaatschap tussen beide genootschappen: verschillende leden van het Collegium Musicum waren ook lid van de loge, in sommige gevallen zelfs vanaf haar oprichting. Dit wijst op een bredere culturele en ideële kruisbestuiving binnen het sociëteitsleven in de stad, waarin muziek, verlichting en vrijdenken samenkwamen.
Aanvankelijk was het Collegium een exclusief gezelschap van gegoede burgers, maar in de loop der jaren werden ook officieren uit het garnizoen en notabelen van buiten de stad toegelaten. Rond 1770–1772 raakte het Collegium echter in verval, mede door wanbetaling van contributies. In 1772 werd een verzoek ingediend bij de Domeinraad om het meubilair en de inventaris in te brengen als betaling voor achterstallige huur.